# Глобине (станція)
Глобине  — проміжна залізнична станція 2-го класу Полтавської дирекції Південної залізниці на неелектрифікованій лінії Ромодан — Кременчук. Розташована в місті Глобине Кременчуцького району Полтавської області.

## Історія
Станція Глобине відкрита 1887 року, під час прокладання залізниці  Кременчук — Ромодан (завдовжки 200 верст).
На початку XX століття зі станції щорічно відправлялося до 100 тисяч тонн вантажів.
У 1913—1914 роках біля Глобиного розпочалися роботи з будівництва залізниці у напрямку станції Рівне, через що станція мала б бути вузловою. З початком Першої світової війни роботи були призупинені. Будівництво відновилось у 1941 році, проте на цей раз завадила Друга світова війна. Рейки відправили на переплавку, а земляні насипи частково зрівняли лише у 1980-х роках.Хоча насип ще зберігся місцями

## Загальна інформація
На станції 12 колій, 10 стрілок, 24 світлофора, 12 під'їзних колій ведуть до цукрового та консервного заводів, двох елеваторів. За 9 місяців 2008 року навантаження зерна, цукру, металевого брухту становило 1523 вагона, а вивантаження бензину, вугілля, мінеральних добрив — 968 вагонів.

## Пасажирське сполучення
На станції Глобине зупиняються нічний швидкий поїзд № 129/130 сполучення Кременчук — Чернівці та приміські поїзди сполученням  Кременчук — Ромодан / Гадяч.
До 2010-х років курсували пасажирські поїзди сполученням, які наразі скасовані: 
- Дніпро — Мінськ;
- Кременчук — Київ;
- Одеса — Москва;
- Дніпро — Санкт-Петербург.

До 18 березня 2020 року курсував приміський поїзд Кременчук — Бахмач.
| Рух приміських поїздів по станції Глобине (2016/2017)   |              |         |                  |                          |
| Маршрут сполучення                                      | Час прибуття | Стоянка | Час відправлення | Періодичність курсування |
| Ромодан — Крюків-на-Дніпрі                              | 05:46        | 1       | 05:47            | Щоденно                  |
| Кременчук — Ромодан                                     | 09:44        | 2       | 09:46            | Щоденно                  |
| Кременчук — Веселий Поділ                               | 11:48        | 1       | 11:49            | Щоденно                  |
| Веселий Поділ — Кременчук                               | 13:16        | 1       | 13:17            | Щоденно                  |
| Ромодан — Кременчук                                     | 18:01        | 1       | 18:02            | Щоденно                  |
| Кременчук — Хорол                                       | 18:34        | 1       | 18:35            | Щоденно                  |
| Кременчук — Ромодан                                     | 21:24        | 8       | 21:32            | Щоденно                  |
| Хорол — Кременчук                                       | 21:30        | 2       | 21:32            | Щоденно                  |
| Рух пасажирських поїздів по станції Глобине (2016/2017) |              |         |                  |                          |
| Кременчук — Бахмач                                      | 01:29        | 2       | 01:31            | Щоденно, крім вівторка   |
| Бахмач — Кременчук                                      | 16:27        | 2       | 16:29            | Щоденно, крім вівторка   |